# Lac-Saguay
Lac-Saguay è un villaggio del Canada, situato nella provincia del Québec, nella regione di Laurentides.